# São Pedro dos Crentes
São Pedro dos Crentes is een gemeente in de Braziliaanse deelstaat Maranhão. De gemeente telt 4.144 inwoners (schatting 2009).